# Coleophora univittella
Coleophora versurella — вид лускокрилих комах родини чохликових молей (Coleophoridae). Зареєстрований в Україні і Туреччині, хоча, ймовірно, його ареал є набагато ширшим.